# サルビア・レペンス
サルビア・レペンス (Salvia repens) は、シソ科アキギリ属（サルビア）の植物の一種。
南アフリカ東部の草原などに分布する。草丈は40 - 60cmになる。葉には毛があり、対生する。花は夏に咲き、色は紫や白など変化が大きい。地下茎で増殖する。
南アフリカでは、幾つかの利用法がある、例えば、根は胃痛などの薬として利用され、葉は傷の治療用に風呂に入れられる。